# Kriget om kapten Jenkins öra
Kriget om kaptens Jenkins öra (sp: Guerra del Asiento (kriget om handelsavtalet)) utspelades mellan 1739 och 1748 i Karibiska havet och på den nordamerikanska kontinenten mellan britterna och spanjorerna. Efter 1742 sammansmälte kriget med österrikiska tronföljdskriget.

## Historia
Som en del av freden i Utrecht som avslutade spanska tronföljdskriget tillerkändes Storbritannien vissa särskilda rättigheter att bedriva handel på de spanska kolonierna i Amerika. Handeln i kombination med omfattande smuggling irriterade den spanska kolonialmakten och ledde till flera intermezzon. Sammanstötningarna mellan brittiska handelsskepp och smugglare och spanska tullmän hade kraftigt ökat spänningen i England till krigshysteri. Den nådde kulmen när kaptenen Robert Jenkins visade upp sitt avskurna öra (från 1731) i parlamentet och berättade att de spanska tullarna hade skurit av det och bett honom lämna det till kung Georg II. Robert Walpole måste till sist ge efter för påtryckningarna och förklara Spanien krig den 19 oktober 1739. 
En brittisk flotta under amiral Edward Vernon erövrade den spanska hamnstaden Puerto Bello i Panama den 22 november 1739. Det blev Storbritanniens enda framgång under kriget. Vernon attackerade även Cartagena i mars 1741. I Nordamerika kämpade spanjorer och brittiska kolonialtrupper i Florida och 1742 längs gränsen mot Georgia. Även Kuba attackerades. Under kriget förekom även omfattande kaperiverksamhet där angrepp på spanska handelsfartyg av såväl reguljära flottenheter som självständiga pirater uppmuntrades av den brittiska flottan och sågs som ett viktigt sätt att försvaga den spanska ekonomin och därmed förmågan att bedriva kriget vidare.